# Rudolf Potsch
Rudolf Potsch (* 15. června 1937 Brno) je bývalý český hokejový obránce a trenér, reprezentant Československa, působící především v brněnských klubech. Patří k proslulé generaci českého hokeje, je devítinásobným mistrem republiky, ze světových šampionátů a olympijských her má stříbrné a bronzové medaile.
Je známý svými bodyčeky ramenem. Zdobila ho ale i na tehdejší dobu tvrdá, důrazná, ale korektní hra. Byl rychlý bruslař, měl přehled, uměl zahrát puk z obranného pásma a velice často se zapojoval do útočení. Měl dobrou střelu těsně nad ledem a jeho rány od modré čáry často končily v síti u pravých tyček gólmanů.
V roce 2010 byl uveden do Síně slávy českého hokeje.

## Hráčská kariéra
Odchovanec brněnského Králova Pole, které vyhrálo v letech 1952 a 1955 třikrát titul dorosteneckého přeborníka republiky, vyrostl pod vedením mládežnického trenéra Antonína Haukvice. Ten měl také podíl na tom, že se Potsch stal bodyčekujícím obráncem. S přechodem do kategorie mužů neměl větší problémy, působil nejprve v Králově Poli a posléze v Rudé hvězdě, do které narukoval v roce 1956. V roce 1969 odešel na tři sezony do Düsseldorfu, v jehož dresu získal další dva tituly mistra Německa. Po návratu do Brna se nevrátil do tehdejšího ZKL, ale získal ho konkurenční Ingstav Brno. Dvě sezony hrál a zároveň působil ve funkci asistenta hlavního trenéra, kterým byl bývalý spoluhráč Slavomír Bartoň. Po jeho odchodu ukončil v roce 1974 hráčskou kariéru a přestoupil na trenérskou dráhu.
V první lize odehrál 15 sezón, v dresu Komety 354 ligových zápasů, ve kterých nastřílel 133 branek. V historických tabulkách je nejlépe střílejícím obráncem brněnského mužstva – jako jediný překročil stovku.

### Kluby ve kterých působil
- 1952–1956 Královo Pole
- 1956–1969 Rudá hvězda/ZKL Brno
- 1969–1972 Düsseldorfer EG (Německo)
- 1972–1974 Ingstav Brno

## Trenérská kariéra
Ingstav Brno vedl čtyři sezony do roku 1978 a vybojoval s ním na rok účast v první lize. Jako trenér chtěl vždy prosadit vlastní představy. Začínal jako autoritativní trenér, časem však volil mírnější přístup. Je přesvědčen, že díky jeho snaze o tvrdou disciplínu, kterou vyžadoval i na ledě, dokázalo mužstvo ve třetí sezoně jeho trenérského působení suverénně vyhrát druhou ligu. Postup do první ligy s Ingstavem, a také s Olomoucí, kde působil v letech 1988 až 1992, považuje společně se dvěma tituly mistra Slovenska s mužstvem Trenčína za největší úspěchy trenérské kariéry.
I přes opakované nabídky několikrát odmítl trénovat českou národní hokejovou reprezentaci.
Rudolf Potsch se také podílel na výchově mladých talentů, jako jsou Jiří Dopita, Ivan Hlinka, Ernest Bokroš nebo Pavel Janků.
Do roku 2011 se také podílel na výchově mládeže hokejové mládeže, zejména v Olomouci v Havířově na letních hokejových táborech a přípravě. Byl zastáncem názoru, že se po roce 2000 velmi málo pracuje s hokejovou mládeží, aby dorostla další, světu konkurenceschopná, hokejová generace.

### Kluby ve kterých působil
- 1974–1978 Ingstav Brno
- 1978–1982 Dukla Trenčín
- 1982–1985 TJ Zetor Brno
- 1987–1988 Partizán Beograd
- 1988–1991 HC Olomouc
- 1991–1992 EHC Freiburg
- 1992–1994 HC Královopolská Brno
- 1995–1997 Dukla Trenčín
- 2003–2004 TJ Kroměříž

## Sportovní a reprezentační úspěchy
- startoval na sedmi MS v letech 1959–1961 a 1963–1966, a dvou zimních olympiádách (1960 a ZOH 1964)
- za reprezentaci sehrál 100 mezistátních zápasů
- mistr Evropy 1961 v Ženevě a Lausanne
- stříbro z MS 1961 v Ženevě a Lausanne, 1965 v Tampere, 1966 v Lublani, bronz z MS 1959 v Praze, 1963 ve Stockholmu
- bronzový medailista ze ZOH 1964 v Innsbrucku, čtvrté místo na ZOH 1960 ve Squaw Valley
- dvojnásobný mistr Německa v dresu Düsseldorfu
- V roce 2010 uveden do Síně slávy českého hokeje.
- Cena města Brna 2017